# سواني (جورجيا)
سواني (بالإنجليزية: Suwanee, Georgia)‏ هي مدينة تقع في مقاطعة غوينيت، جورجيا بولاية جورجيا في الولايات المتحدة. تبلغ مساحة هذه المدينة 25.6 (كم²)، وترتفع عن سطح البحر 305 م، بلغ عدد سكانها 15355 نسمة في عام 2010 حسب إحصاء مكتب تعداد الولايات المتحدة.

## أعلام
- تايلر كارتر
- زاك غراهام
- غرايسون غارفين
- ويل هاريس

## وصلات خارجية
- Cities & Counties - Georgia.gov